# عزیزه جلال

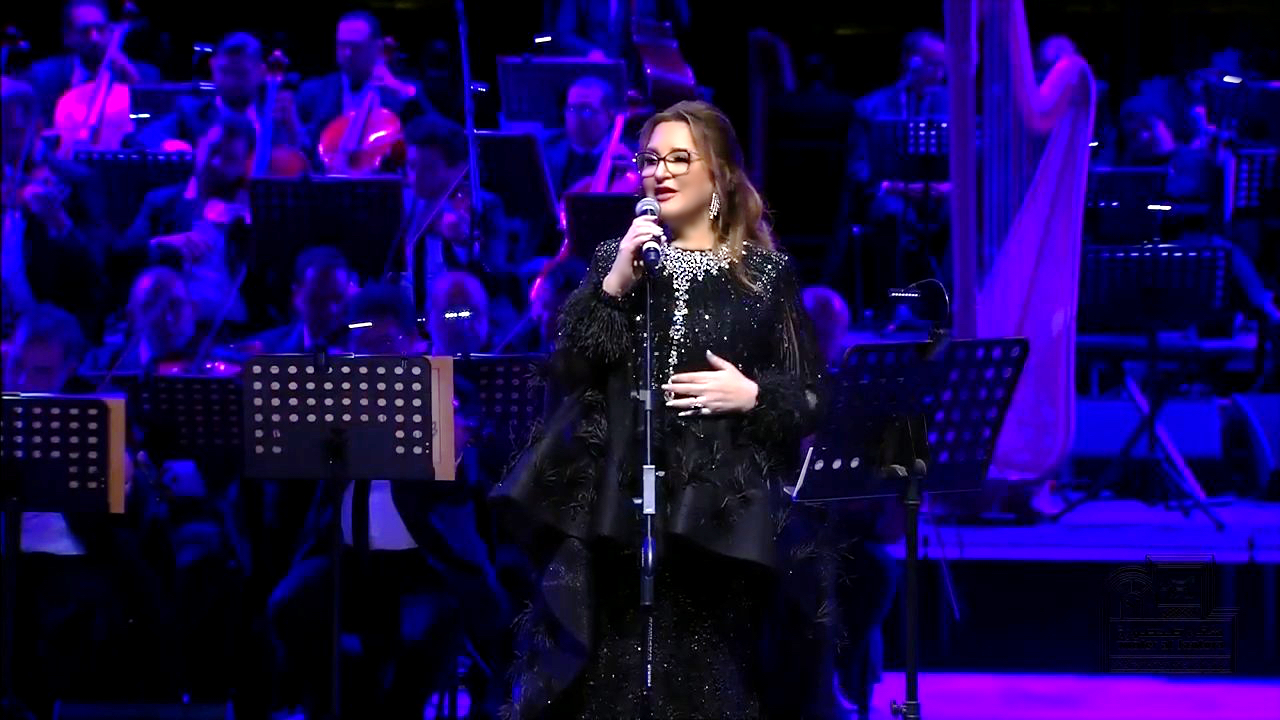

عزیزه جلال (۱۹۵۸)، خواننده مراکشی متولد شهر مکنس در ۱۳۰ کیلومتری شرق رباط است. وی تحصیلات خود را در مدارس مکنس ادامه داد و در همان شهر به تحصیل در رشته موسیقی پرداخت. در حدود سال ۱۹۷۵ در مسابقات برنامه آواز که به سرپرستی عبدالنبی الجیری برگزار می‌شد، شرکت کرد. عزیزه جلال برای اولین بار در سال ۱۹۷۵ شهر مکناس را ترک کرد و مدت کوتاهی در امارات اقامت گزید و سه آهنگ جابر جاسم خواننده فقید اماراتی را اجرا کرد و در کشورهای عربی مورد تحسین قرار گرفت.
عزیزه جلال پس از نزدیک به ۳۴ سال بازنشستگی، از طریق کنسرتی در عربستان سعودی در جشنواره زمستانی طنطوره دوباره به خوانندگی بازگشت. این هنرمند زمانی که اعلام بازنشستگی کرد در اوج موفقیت و شهرت بود و همکاری با آهنگسازان بزرگ را شروع کرده بود و آوازهایش به شهرت گسترده عربی دست یافته بود و بسیاری در آن زمان پیش‌بینی می‌کردند که عزیزه جلال امتداد هنرمندانی مانند ام کلثوم و اسمهان باشد.